# Kruhlîi, Rahău
Kruhlîi (în ucraineană Круглий) este un sat în comuna Trebușeni din raionul Rahău, regiunea Transcarpatia, Ucraina.

## Demografie
Componența lingvistică a localității Kruhlîi
     Ucraineană (98,95%)
Conform recensământului din 2001, majoritatea populației localității Kruhlîi era vorbitoare de ucraineană (98,95%), existând în minoritate și vorbitori de alte limbi.